# Бартоломео Раменги
Бартоломео Раменги (1484, Баньякавалло — 1542,Болонья), также называемый Баньякавалло (Bagnacavallo, по городу, в котором родился), il Bagnacavallo или il Baruffaldi, — итальянский художник эпохи Возрождения, ученик сначала Франческо Франчи, затем, после переезда в Рим,  — Рафаэля. Сначала писал картины для некоторых залов Ватикана. По возвращении в Болонью стал известным местным художником. Его работы были позже высоко оценены Гвидо Рени и Карраччи. 
Он умер в Болонье в 1542 году.
Одним из его учеников был Чезаре Аретуси, другим — его собственный сын Джованни Баттиста Раменги. 

Его картины находятся в Болонье, Дрездене и Берлине.
- Христос Спаситель, архангел Михаил, святые Хуан Баутиста, Педро и Сан-Бернардино, церковь Михаила архангела, Болонья
- Мадонна с Младенцем и святыми Екатериной и Антонием Падуанским, Касса ди Риспармио ди Перуджа